# Işılay Saygın
Işılay Saygın née le 4 avril 1946 à Buca et morte le 27 juillet 2019 à İzmir, est une femme politique et architecte turque.
Diplômée de l'université du 9-Septembre en 1970. Directeur de l'urbanisme de la mairie de Buca (1971-1972). Maire de Buca (1973-1980), après le coup d'État de 1980 son mandat est terminé. Membre du parti de la justice (1973-1980), du parti de la démocratie nationaliste (1983-1986), parti de la mère patrie (1987-1992 et 1997-2003), parti de la juste voie (1992-1997). Députée d'İzmir (1983-2002), présidente de la commission des travaux publics, de la construction, des transports et du tourisme (1988-1991), secrétaire du bureau de la Grande Assemblée nationale de Turquie (1991-1995), ministre d'État (1995-1996 et 1996-1997), ministre de l'environnement (1996) et du tourisme (1996). Première femme ministre de l'environnement et du tourisme.